# Livre de la Guadeloupe
La livre est l'ancienne monnaie de la Guadeloupe jusqu'en 1816, subdivisée en 20 sous de 12 deniers chacun. L'escalin valait 15 sous. L'écu de 6 livres s'appelait gourde. Elle a été remplacée par le franc de la Guadeloupe.

## Histoire monétaire
Depuis le début du XVIIe siècle, le royaume de France administre cette île par le biais de compagnies commerciales. Achetant l'île au nom du roi pour 125 000 livres, Colbert tente de lancer une « livre coloniale », qui ne put qu'être difficilement maintenue à parité avec la livre tournois du royaume. À cela, s'ajoutèrent des famines monétaires récurrentes qui entraînèrent la production de jetons monétaires de nécessité. L'île est ensuite placée sous la protection du gouverneur des Îles du Vent. En 1731, sont frappées deux premières monnaies type « Îles du Vent », de 6 et 12 sols, en argent, arborant le portrait de Louis XV jeune, monnaies qui circulent également en Martinique. Les Britanniques vont s'emparer une première fois de l'île entre 1759 et 1763, puis en avril-mai 1794. Entre temps, la France révolutionnaire fait contremarquer « RF » en 1793 sur la pièce 12 deniers au type « Colonies françaises Louis XV » de 1767 pour une valeur de 3 sols et 9 deniers (ou ¼ d'escalin),.
Par décret du 9 frimaire de l'an XI (30 novembre 1802), signé par le contre-amiral Lacrosse, il fut décidé de découper principalement des pièces coloniales espagnoles de 8 réaux (appelée gourde) en 9 parties (appelées localement mocos) en vue de l'obtention de petite monnaie. Chaque pièce était d'abord évidée de son centre, lequel était contremarqué 4 E R F (pour « 4 escalins République française »). La couronne d'argent restante était ensuite découpée en 8 morceaux d'une valeur de 1 escalin chacun, simplement contremarqué RF. Le nombre de pièces espagnoles ainsi découpées est estimé à 2 000. En 1803, des pièces de 6 400 reis brésiliens type 1777 en or sont contremarquées 22 [livres] ; cette pièce est appelée localement une « moëde ». Remarquons que la pièce de 8 réaux est équivalente ici à 9 livres.
Le 6 février 1810, les Britanniques prennent à nouveau possession de l'île. Les nouvelles autorités font également contremarquer des monnaies de l'Empire espagnol en argent, mais cette fois au monogramme du roi George III. On trouve ainsi la pièce de ½ réal valant pour 10 sous. La pièce de 8 réaux est fractionnée : le quart vaut dans un premier temps 2 livres et 5 sous, puis la pièce est évidée et le morceau d'argent récupéré (dump en anglais) est lui-même contremarqué pour une valeur de 20 sous. La pièce de 6 400 reis type 1777 en or subit elle, en revanche, une décote, et est contremarquées 82 [livres] et 10 [sols].  
En 1814, l'île redevient française. La monnaie devient ensuite officiellement le franc de la Guadeloupe à parité avec le franc français.